# Shaista Suhrawardy Ikramullah
Bégum Shaista Suhrawardy Ikramullah (22 juillet 1915 – 11 décembre 2000) est une femme politique, diplomate et auteure pakistano-bengali. Elle est la première femme musulmane à obtenir un doctorat à l'université de Londres. Elle est ambassadrice du Pakistan au Maroc de 1964 à 1967, et ainsi que déléguée à l'ONU.

## Famille et éducation
Ikramullah est née sous le nom de Shaista Akhtar Banu Suhrawardy. Sa mère est la petite-fille de Nawab Abdul Latif et son père est l'homme politique Hassan Suhrawardy.
Elle étudie au Loreto College à Calcutta. Elle fait sa thèse de doctorat à l'université de Londres, thèse intitulée Development of the Urdu Novel and Story, qui est une enquête critique de la littérature ourdou. Elle devient alors la première femme musulmane à obtenir un doctorat de cette université.

## Carrière politique
Après son mariage, elle est l'une des premières femmes indiennes à abandonner la pratique de la purdah, qui consiste pour les femmes à se cacher des yeux des hommes. C'est Muhammad Ali Jinnah qui l'inspire à prendre cette décision radicale. Elle devient alors une cheffe de file de la Muslim Women Student's Federation (Fédération des étudiantes musulmanes) et du sous-comité féminin de la Ligue musulmane.
En 1945, elle est invitée par le Gouvernement de l'Inde à assister à la Pacific Relations Conference. Jinnah la convainc de refuser l'offre, car il voulait y aller en tant que représentant de la Ligue musulmane et parler en son nom.
Elle est élue à l'Assemblée constituante indienne en 1946, mais abandonne le siège comme tous les autres représentants de la Ligue musulmane.
Elle est l'une des deux femmes élue à l'Assemblée constituante du Pakistan en 1947.
Elle est également déléguée pour le Pakistan à l'Organisation des Nations Unies, et a travaillé sur la Déclaration universelle des droits de l'Homme (1948) et la Convention pour la prévention et la répression du crime de génocide (1951),,.
Elle est ambassadrice du Pakistan au Maroc de 1964 à 1967.

## Publications
Elle a écrit pour Tehzeeb-e-Niswan et Ismat, deux magazines féminins en ourdou, et plus tard, a écrit pour des journaux de langue anglaise. 
En 1950, sa collection d'histoires courtes, appelée Koshish-e-Natamaam est publiée. En 1951, son livre Letters to Neena est publié ; c'est une collection de dix lettres prétendument écrites aux Indiens, qui sont personnifiés par une femme du nom de Neena. Le vraie Neena est sa belle-mère.
Après la Partition des Indes, elle écrit à propos de l'Islam pour le gouvernement, et ces essais sont publiés en Beyond the Veil (1953). Son autobiographie, From Purdah to Parliament (1963) est son écrit le plus connu ; elle le traduit elle-même en ourdou pour le rendre plus accessible. En 1991, son livre Huseyin Shaheed Suhrawardy: A Biography, à propos de son oncle, est publié. Elle est également l'une des huit auteurs de l'ouvrage Common Heritage (1997), à propos de l'Inde et du Pakistan. 
Dans ses derniers jours, elle complète une traduction en anglais de Mirat ul Uroos et un volume en ourdou sur Kahavat aur Mahavray. En 2005, sa collection de proverbes de femmes et d'expressions idiomatiques en Ourdou, appelée Dilli ki khavatin ki kahavatain aur muhavare, est publiée à titre posthume. Elle a également écrit Safarnama, en Ourdou.

## Mariage et enfants
Elle épouse Mohammed Ikramullah en 1933. Ils ont ensemble quatre enfants :
- Inam Ikramullah
- Naz Ashraf
- Salma Sobhan (en)
- Princess Sarvath al-Hassan (en)

## Mort et hommage
Elle meurt le 11 décembre 2000, à Karachi, à l'âge de 85 ans. En 2002, le gouvernement Pakistanais lui décerne la plus haute distinction civile à titre posthume, Nishan-i-Imtiaz.